# 6. ročník udílení Cen Sdružení filmových a televizních herců
6. ročník udílení Cen Sdružení filmových a televizních herců se konal 12. března 2000 ve Shrine Auditorium v Los Angeles v Kalifornii. Ocenění se předalo nejlepším filmovým a televizním vystoupením v roce 1999. Nominace oznámili dne 1. února 2000 Lolita Davidovich a Blair Underwood. Ceremoniál vysílala stanice TNT. Speciální cenu získal Sidney Poitier.

## Vítězové a nominovaní
Tučně jsou označeni vítězové.

### Film
| Nejlepší mužský herecký výkon v hlavní roli | Nejlepší ženský herecký výkon v hlavní roli |
| --- | --- |
| - Kevin Spacey jako Lester Burnham – Americká krása - Jim Carrey jako Andy Kaufman – Muž na Měsíci - Russell Crowe jako Jeffrey Wigand – Insider: Muž, který věděl příliš mnoho - Philip Seymour Hoffman jako Rusty – Bezva polda - Denzel Washington jako Rubin Carter – Hurikán v ringu | - Annette Bening jako Carolyn Burnham – Americká krása - Janet McTeer jako Mary Jo Walker – Toulavé boty - Julianne Moore jako Sarah Miles – Hranice lásky - Meryl Streep jako Roberta Guaspari – Hudba mého srdce - Hilary Swank jako Brandon Teena – Kluci nepláčou   |
| Nejlepší mužský herecký výkon ve vedlejší roli | Nejlepší ženský herecký výkon ve vedlejší roli |
| - Michael Caine jako Dr. Wilbur Larch – Pravidla moštárny - Chris Cooper jako Frank Fitts –Americká krása - Tom Cruise jako Frank T.J. Mackey – Magnolia - Michael Clarke Duncan jako John Coffey – Zelená míle - Haley Joel Osment jako Cole Sear – Šestý smysl | - Angelina Jolie jako Lisa Rowe – Narušení - Cameron Diaz jako Lotte Schwartz – V kůži Johna Malkoviche - Catherine Keener jako Maxine Lund – V kůži Johna Malkoviche - Julianne Moore jako Linda Partridge – Magnolia - Chloë Sevigny jako Lana Tisdel –Kluci nepláčou |
| Nejlepší obsazení ve filmu | |
| - Americká krása – Annette Bening, Wes Bentley, Thora Birchová, Chris Cooper, Peter Gallagher, Allison Janney, Kevin Spacey a Mena Suvari - V kůži Johna Malkoviche – Orson Bean, John Cusack, Cameron Diaz, Catherine Keener, John Malkovich, Mary Kay Place a Charlie Sheen - Pravidla moštárny – Jane Alexander, Erykah Badu, Kathy Baker, Michael Caine, Delroy Lindo, Tobey Maguire, Kate Nelligan, Paul Rudd a Charlize Theron - Zelená míle – Patricia Clarksonová, James Cromwell, Jeffrey DeMunn, Michael Clarke Duncan, Graham Greene, Tom Hanks, Bonnie Hunt, Doug Hutchison, Michael Jeter, David Morse, Barry Pepper, Sam Rockwell a Harry Dean Stanton - Magnolia – Jeremy Blackman, Tom Cruise, Melinda Dillon, April Grace, Luis Guzmán, Philip Baker Hall, Philip Seymour Hoffman, Ricky Jay, William H. Macy, Alfred Molina, Julianne Moore, John C. Reilly, Jason Robards a Melora Walters | |

### Televize
| Nejlepší mužský herecký výkon v seriálu (drama) | Nejlepší ženský herecký výkon v seriálu (drama) |
| --- | --- |
| - James Gandolfini jako Tony Soprano – Rodina Sopránů - Martin Sheen jako Josiah Bartlet – Západní křídlo - Dennis Franz jako Andy Sipowicz – Policie New York - David Duchovny jako Fox Mulder – Akta X - Rick Schroder jako Danny Sorenson – Policie New York                | - Edie Falco jako Carmela Soprano – Rodina Sopránů - Gillian Anderson jako Dana Scully – Akta X - Lorraine Bracco jako Jennifer Melfi – Rodina Sopránů - Nancy Marchand jako Livia Soprano – Rodina Sopránů - Annie Potts jako Mary Elizabeth O'Brien Sims – Možná už zítra |
| Nejlepší mužský herecký výkon v seriálu (komedie) | Nejlepší ženský herecký výkon v seriálu (komedie) |
| - Michael J. Fox jako Mike Flaherty – Všichni starostovi muži - Kelsey Grammer jako Frasier Crane – Frasier - David Hyde Pierce jako Niles Crane – Frasier - Peter MacNicol jako John Cage – Ally McBealová - Ray Romano jako Ray Barone – Raymonda má každý rád               | - Lisa Kudrow jako Phoebe Bufetová – Přátelé - Sarah Jessica Parker jako Carrie Bradshaw – Sex ve městě - Calista Flockhart jako Ally McBeal – Ally McBealová - Lucy Liu jako Ling Woo – Ally McBealová - Tracey Ullman jako různé postavy – Tracey Takes On...             |
| Nejlepší mužský herecký výkon v minisérii nebo TV filmu | Nejlepší ženský herecký výkon v minisérii nebo TV filmu |
| - Jack Lemmon jako Morrie Schwartz – Úterky s Morriem - Hank Azaria jako Mitch Albom – Úterky s Morriem - Peter Fonda jako Frank – Posedlost Ayn Randové - George C. Scott jako Matthew Harrison Brady– Kdo seje vítr - Patrick Stewart jako Ebenezer Scrooge – Vánoční koleda | - Halle Berryová jako Dorothy Dandridge – Černá Carmen Dorothy Dandridge - Kathy Bates jako Agatha Hannigan – Annie - Judy Davisová jako Paula – Chladné klima - Sally Fieldová jako Iris – Chladné klima - Helen Mirren jako Ayn Rand – Posedlost Ayn Randové              |
| Nejlepší obsazení (drama) | |
| - Rodina Sopránů – Lorraine Bracco, Dominic Chianese, Jamie-Lynn Sigler, Edie Falco, James Gandolfini, Robert Iler, Michael Imperioli, Nancy Marchand, Vincent Pastore, Tony Sirico, Steven Van Zandt - Pohotovost - Zákon a pořádek - Policie New York - Advokáti             | |
| Nejlepší obsazení (komedie) | |
| - Frasier – Peri Gilpin, Kelsey Grammer, Jane Leeves, John Mahoney, David Hyde Pierce - Přátelé - Ally McBealová - Raymonda má každý rád - Studio sport | |